# Boris Pistorius
Boris Pistorius (ur. 14 marca 1960 w Osnabrücku) – niemiecki polityk i prawnik, działacz Socjaldemokratycznej Partii Niemiec (SPD), minister spraw wewnętrznych Dolnej Saksonii w rządach Stephana Weila, poseł do landtagu, deputowany do Bundestagu, od 2023 minister obrony.

## Życiorys
Urodził się jako syn polityk Ursuli Pistorius i Ludwiga Pistoriusa. Jego babka pochodziła z Wrocławia.
Egzamin maturalny zdał w Ernst-Moritz-Arndt Gymnasium w Osnabrücku (1978), kształcił się następnie w zawodzie handlowca. W latach 1981–1987 studiował prawo na Universität Osnabrück oraz na Westfalskim Uniwersytecie Wilhelma w Münsterze. W międzyczasie kształcił się również na Université catholique de l’Ouest w Angers. W 1987 i 1990 zdał państwowe egzaminy prawnicze I i II stopnia, w 1990 podjął praktykę w zawodzie adwokata.
W 1976 wstąpił do SPD. W latach 1991–1995 był osobistym doradcą Gerharda Glogowskiego, ministra spraw wewnętrznych w rządzie Dolnej Saksonii. W latach 1995–1996 pełnił funkcję zastępcą szefa jego gabinetu. Od 1997 kierował różnymi departamentami w administracji okręgu Weser-Ems. W latach 1996–2013 zasiadał w radzie miejskiej w Osnabrücku. Od 1999 do 2002 pełnił funkcję zastępcy burmistrza tego miasta. W 2006 wygrał wybory na burmistrza tego miasta, otrzymując poparcie na poziomie 55,5% i pokonując swojego konkurenta Wolfganga Grieserta. Urząd ten sprawował do 2013. Był też członkiem rady nadzorczej operatora portu lotniczego Münster/Osnabrück. Powołany w skład rady konsultacyjnej forum biznesu SPD oraz rady kuratorów fundacji Robert-Enke-Stiftung.
19 lutego 2013, wkrótce po wyborach krajowych z tegoż roku, objął stanowisko ministra spraw wewnętrznych i sportu w rządzie Dolnej Saksonii kierowanym przez Stephana Weila. Funkcję tę utrzymywał również w jego kolejnych gabinetach powoływanych w 2017 i 2022. W wyborach w 2017 po raz pierwszy został wybrany na posła do landtagu, w 2022 z powodzeniem ubiegał się o reelekcję. Został jednym z przedstawicieli Dolnej Saksonii w Bundesracie. Wszedł w skład Zgromadzenia Parlamentarnego NATO jako zastępca członka.
W 2019 ubiegał się o wybór na współprzewodniczącego partii wraz z Petrą Köpping. W pierwszej turze głosowania para zajęła 5. miejsce z wynikiem 14,6% głosów.
17 stycznia 2023 został desygnowany na stanowisko federalnego ministra obrony w rządzie kanclerza Olafa Scholza. Urząd ten objął 19 stycznia tego samego roku. W wyborach w 2025 został wybrany w skład Bundestagu. 6 maja tego samego roku po raz drugi został ministrem obrony, dołączając do nowo powołanego gabinetu Friedricha Merza.

## Życie prywatne
Ma dwie córki z małżeństwa ze zmarłą w 2015 Sabine Pistorius. Później jego partnerką życiową była dziennikarka Doris Schröder-Köpf. W 2019 wyróżniony nagrodą Schlesierschild, przyznawaną przez Landsmannschaft Schlesien.

## Odznaczenia
- Komandor Orderu Zasługi (Portugalia, 2009)[20]
- Order „Za zasługi” I klasy (Ukraina, 2024)[21]
- Wielki Krzyż Orderu „Za Zasługi dla Litwy” (Litwa, 2025)[22]
- Komandor Legii Honorowej (Francja, 2025)[23]